# القمة العربية 2012 (بغداد)
القمة العربية الثالثة والعشرون هي القمة التي عقدت في بغداد، العراق ما بين 27 إلى 29 مارس 2012.وهي ثالث قمة تستضيفها العاصمة العراقية، بعد قمتي 1978 و1990. وحضرها نحو عشرة رؤساء وملوك الدول العربية، بالإضافة إلى كبار المسؤولين الحكوميين في مختلف الدول الأعضاء بجامعة الدول العربية، وبان كي مون الأمين العام لمنظمة الأمم المتحدة. وتناقش القمة العربية تسعة بنود على رأس موضوع تطوير هيكلية الجامعة العربية ومن بينها الأزمة السورية.

## خلفية
وقد تم تأجيل القمة عدة مرات بسبب الاحتجاجات التي تعصف في معظم الدول العربية. وقد قامت الحكومة العراقية بإرسال دعوات لجميع الأعضاء باستثناء سوريا والتي تم تجميد عضويتها في المنظمة.

## تمثيل الدول المشاركة
- العراق - الرئيس جلال طالباني
- لبنان - الرئيس ميشيل سليمان [2][3]
- اليمن - وزير الخارجية أبو بكر القربي
- مصر - وزير الخارجية المصري محمد كامل عمرو
- الجزائر - رئيس مجلس الامة عبد القادر بن صالح (بحكم الدستور الجزائري يعتبر الرجل الثاني في الدولة )
- تونس - الرئيس منصف المرزوقي[4]
- المغرب - وزير الشؤون الخارجية والتعاون سعد الدين العثماني[4]
- موريتانيا - وزير الشؤون الخارجية والتعاون حمادي ولد حمادي
- جيبوتي - الرئيس إسماعيل عمر جيله
- الكويت - الشيخ صباح الأحمد الجابر الصباح [5]
- الأردن - رئيس الوزراء عون الخصاونة [6]
- جزر القمر - الرئيس إكليل ظنين
- السعودية - مندوب المملكة لدى جامعة الدول العربية ومصر السفير أحمد قطان[7]
- الصومال - الرئيس شيخ شريف شيخ أحمد[8][9]
- ليبيا - رئيس المجلس الانتقالي الليبي مصطفى عبد الجليل[8][9]
- السودان - الرئيس عمر حسن البشير[8][9]
- فلسطين - رئيس السلطة الوطنية الفلسطينية محمود عباس[8][9]
- قطر - رئيس وزراء قطر
- عمان - الدكتور يحيى بن محفوظ المنذري رئيس مجلس الدولة
- الإمارات العربية المتحدة - وزير الدولة للشؤون الخارجية أنور قرقاش
- البحرين - وزير الخارجية الشيخ خالد بن أحمد آل خليفة